# Burgaw
Burgaw város az Amerikai Egyesült Államok Észak-Karolina államában, Pender megyében, melynek megyeszékhelye is. Lakosainak száma 3088 fő (2020. április 1.).
A város valószínűleg a közeli Burgaw-patakról kapta a nevét.

## Népesség
A település népességének változása:

| 2010 | 3 872 |
| 2020 | 3 088 |